# Complejo de inferioridad
Un complejo de inferioridad, en el campo de psicología y psicoanálisis, es un sentimiento personal de insuficiencia e inseguridad, total o parcialmente inconsciente, que se deriva de una deficiencia física o psicológica que puede ser real o imaginaria, con frecuencia resultando en la creencia de que el individuo se siente de alguna forma deficiente o de menor valor que los demás.
Normalmente es un reflejo mental creado en su propia mente al compararse con otra, de modo en que la mire y compare con ella misma inconscientemente que se proyecta por la imagen distorsionada del yo al ser comparada con las ideas sugestivas que ha obtenido el individuo a lo largo de su vida. Estas ideas sugestivas hacen que el individuo tenga menos capacidades de las que realmente posee y dependiendo del individuo y de cuáles ideales se propone lograr, su frustración se convierte en contrapeso de su avance. 
La mayoría de las personas se ven sometidas a una inmensa propaganda de ideologías de autosuperación que el mundo actual fomenta y la mayor concentración es la juventud, haciéndoles creer que muchas de estas ideologías los comprometen a emprender inmensas empresas con el fin de probar sus capacidades y demostrar que están a la altura de lo que el sistema exige.